# علاج بالطبيعة
العلاج الطبيعي أو حمام الأشجار هو علاج نفسي يتم من خلال المناطق المشجرة أو الغابات وذلك عن طريق استخدام الإستحمام بالأشجار . وهو علاج طبيعي تعود أصوله إلى عادة يابانية قديمة تسمى «شينرين يوكو» (Shinrin Yoku) منذ ثمانينات القرن الماضي، وبدأت نسخة مخففة منها تنتشر الآن في أوروبا، وبعض الدول .ويصف الممارسة التي تجمع بين مجموعة من التمارين والرياضة في بيئة خارجية. وحالياً ظهرت هناك تعاريف مختلفة لما يشتمل عليه العلاج الطبيعي. حيث قد يكون العلاج في التمعن في النظر بالحديقة، وهناك العلاج البستاني، علاج كنيب أو حتى العلاج المحيطي كأشكال من العلاج الطبيعي.

## الآثارالصحية
أظهرت دراسة مراجعة منهجية تمت في عام 2012 نتائج غير حاسمة تتعلق بالأمور العلاجية المتعلقة بههذا العلاج . ولكن، أظهرت مراجعة منهجية لعام 2017 لفوائد قضاء الوقت في الغابات آثارًا صحية إيجابية، ولكنها لم تكن كافية لتوليد إرشادات الممارسة السريرية. ولكن حالياً يوجدالعديد من الدراسات الفردية التي تعزز الفوائد الصحية للمعالجة الحرجية أو الاستحمام في الغابات .

## وصلات خارجية
- العلاج الطبيعي: أهم المعلومات حوله، من ويب طب.